# Mon meilleur ennemi (Les Simpson)
Pour les articles homonymes, voir Mon meilleur ennemi.
Mon meilleur ennemi (The Haw-Hawed Couple) est le 8e épisode de la saison 18 de la série télévisée d'animation Les Simpson.

## Synopsis
Lisa et Bart surprennent leurs parents en train de se disputer mais ce n'est qu'un enregistrement car en vérité, ils sont en train de se câliner.
À l'école, Nelson vole l'argent du déjeuner de Bart et de Milhouse avant de leur distribuer des cartons pour sa fête d'anniversaire. Mais Bart n'est pas d'accord et réussit à persuader tout le monde de ne pas venir. Quand elle l'apprend, Marge trouve cela injuste et oblige Bart à se rendre à la fête. Le lendemain, Nelson considère Bart comme son meilleur ami et ce dernier trouve cela réciproque après que Nelson ait pris sa défense.
Pendant ce temps, Homer lit chaque soir un chapitre d'un livre de fantasy à Lisa. Un jour, il lit le dernier chapitre avant elle et découvre une bien mauvaise surprise...